# اتفاقية بشأن التمييز في الاستخدام والمهنة
اتفاقية بشأن التمييز في الاستخدام والمهنة أو اتفاقية التمييز (في الاستخدام والمهنة) هي اتفاقية منظمة العمل الدولية بشأن مكافحة التمييز. هي إحدى الاتفاقيات الثمانية لمنظمة العمل الدولية الأساسية. تقتضي الاتفاقية من الدول تمكين سن التشريعات التي تحظر جميع أشكال التمييز والإقصاء على أي أساس بما في ذلك العرق أو اللون أو الجنس أو الدين أو الرأي السياسي أو الأصل الوطني أو الاجتماعي في تشريع العمل وإلغاء أن لا يقوم على تكافؤ الفرص.

## غير الموافقين
حتى عام 2013 فقد صادق على الاتفاقية 172 دولة من أصل 185 في منظمة العمل الدولية. أعضاء منظمة العمل الدولية التي لم تصدق على الاتفاقية هي:
- بروناي
- اليابان
- ماليزيا
- جزر مارشال
- بورما
- عمان
- بالاو
- سنغافورة
- سورينام
- تايلاند
- تيمور الشرقية
- توفالو
- الولايات المتحدة

علاوة على ذلك فإن الدول التالية لم تصدق على الاتفاقية وهي: أروبا وكوراساو وسانت مارتن والجزر الكاريبية الهولندية داخل مملكة الأراضي المنخفضة.